# Bilioma
Un bilioma es un proceso encapsulado de bilis contenida por un tejidos intrabdominales que crean adherencias para evitar que la bilis llegue al resto de cavidad peritoneal; puede estar localizado a nivel intra o extrahepático (4,5,6).

## Anatomía y Fisiología de la Secreción Biliar
La bilis es secretada por el hígado en las siguientes fases:
1. Los hepatocitos secretan la primera porción de bilis, la cual pasa a los canalículos biliares que se sitúan entre ellos.
2. El flujo de bilis continúa hacia los tabiques interlobulillares y desemboca en los conductos biliares terminales. Estos últimos progresivamente se ensamblan para crear el conducto hepático común y el conducto colédoco.
3. A continuación la bilis se vierte al duodeno directamente o se deriva por medio del conducto cístico a la vesícula biliar (2).
4. El almacenamiento de la bilis en la vesícula hace que la misma se contraiga con el fin de expulsar el contenido de regreso: a través del conducto cístico hacia el conducto colédoco hasta llegar al duodeno después de pasar el esfínter de anus (3).

## Causas
“Los biliomas son causados por ruptura iatrogénica, traumática o espontánea del árbol biliar. Procedimientos quirúrgicos asociados con formación de biliomas son colecistectomía, exploración del conducto biliar común, anastomosis colédoco-entéricas, y hepatectomía parcial.” (Singh, 2011)  
“Causas iatrogénica no quirúrgicas son la biopsia hepática, procedimientos de drenaje biliar, y Colangiografía transhepática percutánea. La formación espontánea del bilioma puede ocurrir proximal o en el sitio de obstrucción, o secundario a drenaje por inflamación” (Singh, 2011)

## Localización
Es común encontrar los biliomas en hipocondrio derecho, sin embargo en un 40% de los casos se ubican en hipocondrio izquierdo por la migración de la bilis a través de la parte anterior del hígado hasta el espacio subhepático o subfrénico izquierdos (5). Las colecciones subhepáticas y subfrénicas son las más frecuentes, los biliomas subcapsulares, los cuales están asociados a cirugía y trauma, son menos comunes. Rara vez se observan biliomas subcapsulares hepáticos espontáneos (5).
El sitio y el porcentaje de fuga en el conducto biliar, la causa de su ruptura y la capacidad de reabsorción de bilis por parte del peritoneo determinan el tamaño del bilioma (6).

## Síntomas
Usualmente se presenta con dolor en hipocondrio derecho, distensión abdominal, flatulencia, sensación de plenitud abdominal. Es inusual que los pacientes presenten fiebre, la cual es secundaria a infección. Comúnmente asocian ictericia.

## Diagnóstico
Para diagnosticar un bilioma principalmente se utilizan técnicas de imagen como lo son el ultrasonido y el TAC (5).
Además realiza aspiración con aguja para confirmar el diagnóstico. Usualmente contiene un líquido verduzco/biliar, cuyo color puede ser alterado por infección, sangre o exudado (6).
El diagnóstico diferencial del bilioma incluye principalmente 
- seroma
- linfocele
- hematoma
- absceso hepático
- pseudoquiste y quiste hepático (5)(6).

Es importante tomar en cuenta la historia, localización de la lesión, los estudios de imagen y el contenido de la aspiración ya que son los factores para distinguir los biliomas de otras patologías. 
En el TAC de los abscesos y pseudoquistes se puede observar su pared bien definida y se encuentran en sitios atípicos para la formación de un bilioma. En los biliomas no siempre es posible identificar su cápsula.
La importancia del diagnóstico diferencial es desde el punto de vista terapéutico (6).

## Tratamiento
Para el tratamiento de los biliomas, por lo general cuando se trata de lesiones de pequeño tamaño el manejo es conservador. El tratamiento adecuado es el drenaje. Se realiza por medio de un catéter pigtail, por drenaje nasobiliar endoscópico o por esfinterotomía endoscópica (5).  El drenaje quirúrgico puede ser requerido en algunos pacientes. En caso de infección, debe ser tratado como un absceso con drenaje por vía percutánea. Si es un bilioma pequeño y estéril (sin infección) se reabsorbe, si es un bilioma grande lo ideal es drenarlo (1).
Independientemente del tipo de drenaje que se utilice (percutáneo o quirúrgico), la mayoría de los biliomas resuelve sin necesidad de reparar o localizar la fuga biliar.